# Дон Елис
Дон Елис (на английски: Don Ellis) е американски джаз тромпетист, барабанист, композитор и бендлидер. Познати са неговите обширни музикални експерименти, най-вече в областта на необичайните тактови размери. В по-късните си години твори като филмов композитор, като негова е музиката към филмите Френска връзка (1971) и The Seven-Ups (1973).

## Биография
Елис е роден в Лос Анджелис, Калифорния, на 25 юли 1934 г. Баща му е методистки пастор, а майка му работи като органист в църква. Учи в Уест Хай Скул в Минеаполис, Минесота. След посещение на концерт на Биг бенда на Томи Дорси, у него се запалва интересът към джаза. Други ранни вдъхновения идват от Луис Армстронг и Дизи Гилеспи. Завършва Бостънския университет през 1956 г. със специалност „Композиция“.
Първата работа на Елис е в бенда на Глен Милър, насочен от Рей Маккинли. Остава в групата до септември 1956 година, когато постъпва в Симфоничния оркестър на Седма американска армия и Войнишката увеселителна компания. Така той е изпратен във Франкфурт, Германия. В армейската група Елис се запознава с пианиста Сидар Уолтън и саксофонистите Еди Херис и Дон Менца. В тази група пред Елис за първи път се открива възможността да пише музика за биг бенд.
След две години изоставя армията и се заселва в Гринуич Вилидж, Ню Йорк. Успява да получи малко работа, но това е основно с денс групи и друга местна работа. Излиза на турне за кратко с групата на Чарли Барнет, но това е последната му значима позиция преди да се присъедини към групата на Мейнърд Фъргюсън през пролетта на 1959 година. Престоят му при Фъргюсън трае девет месеца.
Скоро след това Елис заема място в авангардната джаз сцена на Ню Йорк. Участва в много от албумите на Чарлз Мингъс, Ерик Долфи и Джордж Ръсел, като принадлежи на секстета на последния за общо две години. Ръсел заявява, че много от солистите в групите му не могат да се придържат към неговата Лидийска концепция, която не оставя място на много от „джаз парчетата“, формиращи стандартния език на джаза. Той изтъква, че трябва сам да напише някои сола, вместо да разреши да се импровизира, но Елис разбира концепцията и импровизира в границите ѝ. Под шапката на своето собствено име Елис ръководи няколко сесии с малки групи между 1960 и 1962 г., в които участват Джаки Биард, Пол Блей, Гари Пийкок, Рон Картър, Чарли Пърсип и Стиви Суалоу. Албумите са забележителни със своите изследвания на темпото, формата и тоналността, както и с отличното музикантство. Последният от тях, Essence, е записан в средата на юли 1962 г., след който Елис не прави запис в Америка няколко години поред. Но той далеч не е бездеен в този период.

## Дискография
- How Time Passes (Candid, 1960)
- Out of Nowhere (Candid, 1961 [1988])
- New Ideas (New Jazz, 1961)
- Essence (Pacific Jazz, 1962)
- Jazz Jamboree 1962 (Muza, 1962)
- Don Ellis Orchestra 'Live' at Monterey! (Pacific Jazz, 1966)
- Live in 3⅔/4 Time (Pacific Jazz, 1966)
- Electric Bath (Columbia, 1967)
- Shock Treatment (Columbia, 1968)
- Autumn (Columbia, 1969)
- The New Don Ellis Band Goes Underground (Columbia, 1969)
- Don Ellis at Fillmore (Columbia, 1970)
- Tears of Joy (Columbia, 1971)
- Connection (Columbia, 1972)
- Soaring (MPS, 1973)
- Haiku (MPS, 1974)
- Music from Other Galaxies and Planets (Atlantic, 1977)
- Don Ellis Live at Montreux (Atlantic, 1978)
- Pieces of Eight: Live at UCLA (Wounded Bird, 2005)

### Музика за филми
- Moon Zero Two (1969)
- Френска връзка (1971)
- Kansas City Bomber (1972)
- The Seven-Ups (1973)
- Френска връзка II (1975)
- The Deadly Tower (1975)
- Ruby (1977)
- Ransom (aka Assault on Paradise) (1977)
- Natural Enemies (1979)

### Като студиен музикант
С Мейнард Фъргюсън
- Maynard Ferguson Plays Jazz for Dancing (Roulette, 1959)
- Newport Suite (Roulette, 1960)
- Maynard '64 (Roulette 1959-62 [1963])

С Чарлз Мингъс
- Mingus Dynasty (Columbia, 1959)

С Джордж Ръсел
- George Russell Sextet in K.C. (Decca, 1961)
- The Stratus Seekers (Riverside, 1961)
- The Outer View (Riverside, 1962)

С Франк Запа
- Absolutely Free (Verve, 1967) – тромпета в Brown Shoes Don't Make It